# Ban Zhao

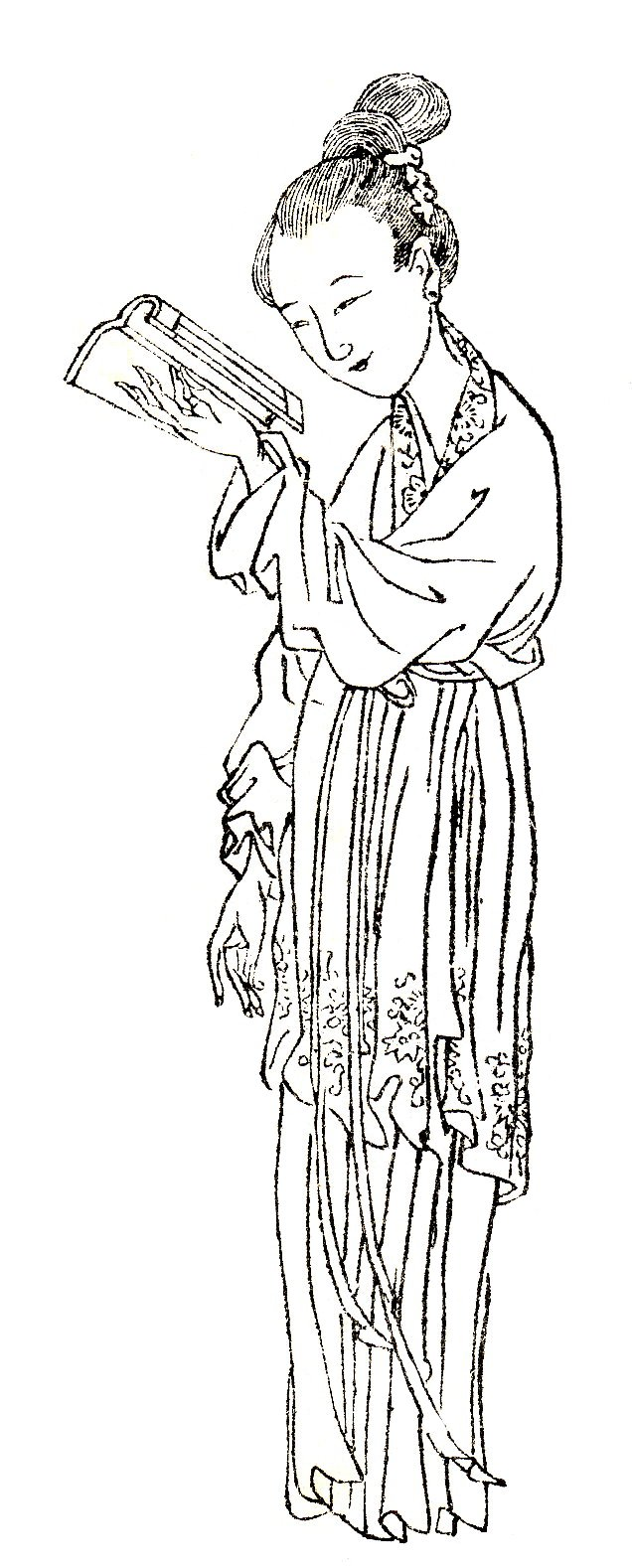
1600-talsteckning av Shangguan Zhou, som konstnären föreställt sig henne.

Bān Zhāo (traditionell kinesiska: 班昭), 45? - 116?, var en kinesisk författare och historiker som år 111 färdigställde Hanshu, en historikekrönika i 100 kapitel om Västra hanriket.
Zhao var dotter till historikern Ban Biao, som påbörjat arbetet med Hanshu innan han dog. Zhao är den första kända kvinnliga kinesiska historikern. 
I verket Lärdomar för kvinnor argumenterade Ban Zhao för likvärdig utbildning för flickor och pojkar. Hon tillägnade verket till sina döttrar.
Zhao har fått en krater på Venus uppkallad efter sig.